# Kindpåse

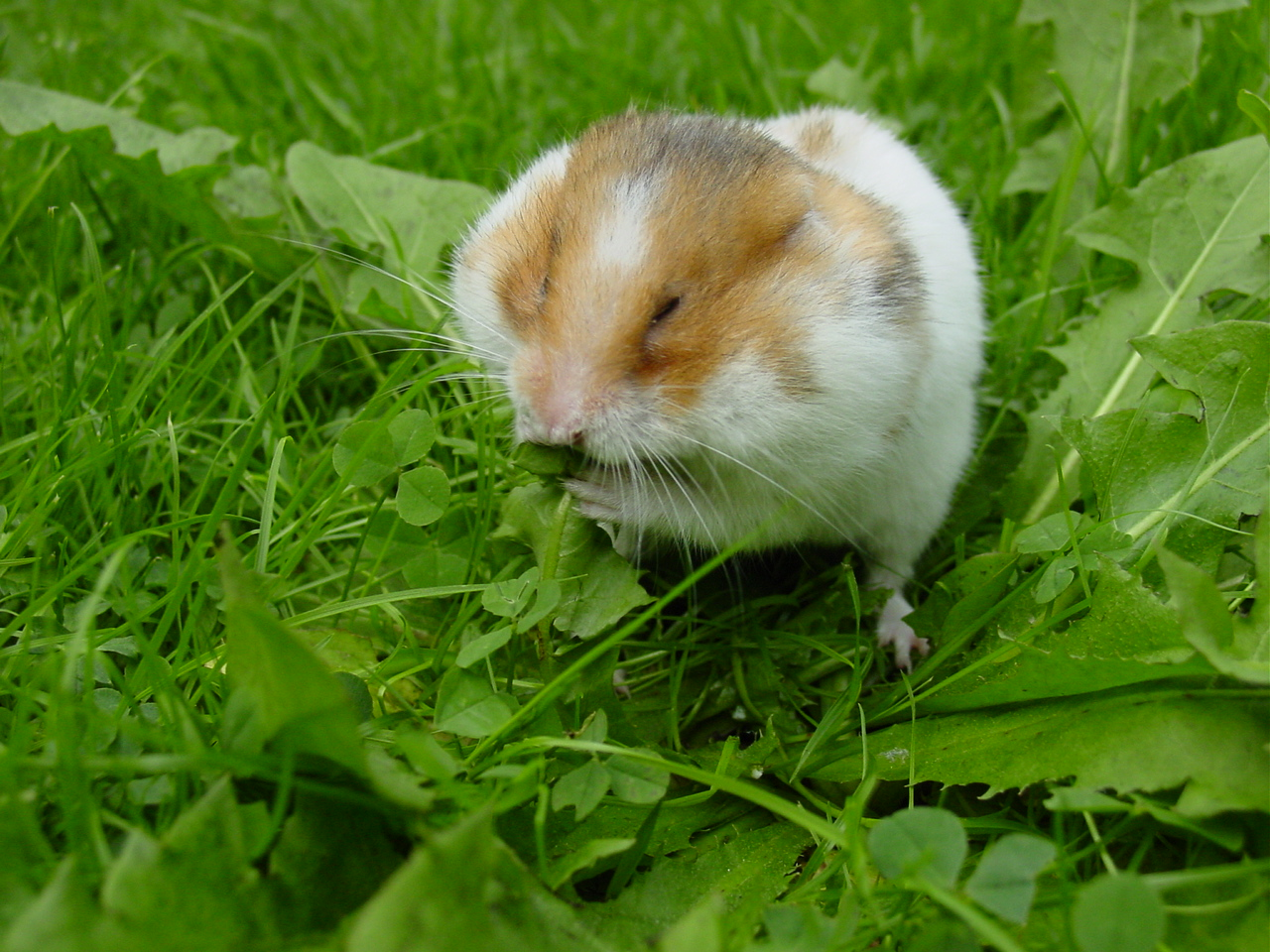
En guldhamster som fyller kindpåsarna med löv.

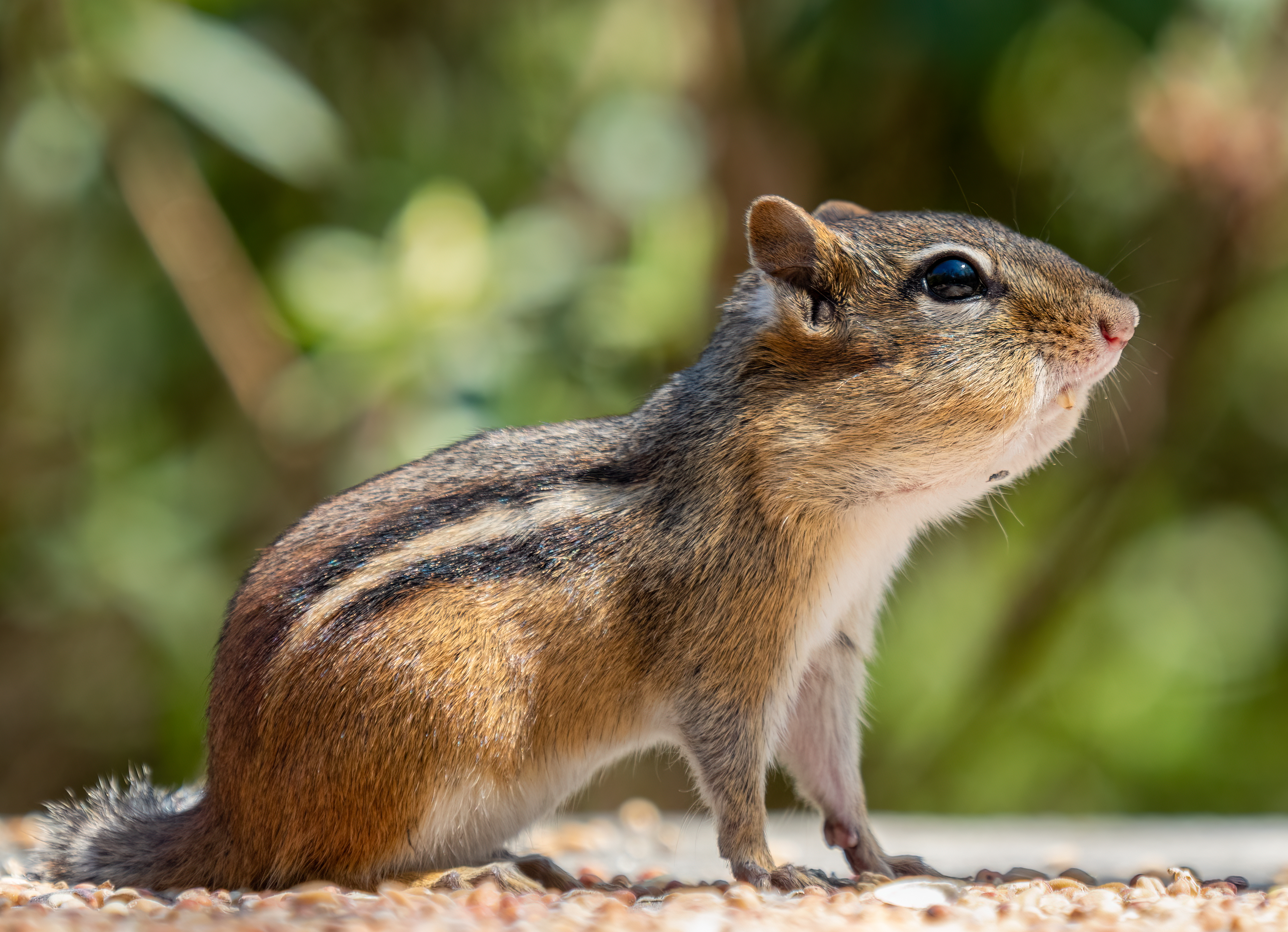
En jordekorre som visar kindpåsen

Kindpåsar är fickor på båda sidorna av huvudet på vissa däggdjur. Kindpåsar finns hos bland annat vissa gnagare, de flesta apor, samt hos koalan. När kindpåsarna är fulla kan vissa gnagares huvuden bli dubbelt så stora som deras normala storlek. Kindpåsarna används till att förvara och transportera föda. Till exempel samlar jordekorren nötter, bär, frukt, och frön som de lägger i kindpåsarna för att sedan gå tillbaka till sin lya. 
Kindpåsarna har i flera fall en större volym än artens magsäck.